# Germiston
Germiston est une ville d'Afrique du Sud, située dans la province du Gauteng. Elle fait partie de la municipalité de Ekurhuleni, constituant ainsi la 6e plus grande zone métropolitaine d'Afrique du Sud.

## Géographie
Germiston se situe à 15 km à l’est de Johannesbourg et à 70 km au sud de Pretoria.

## Histoire

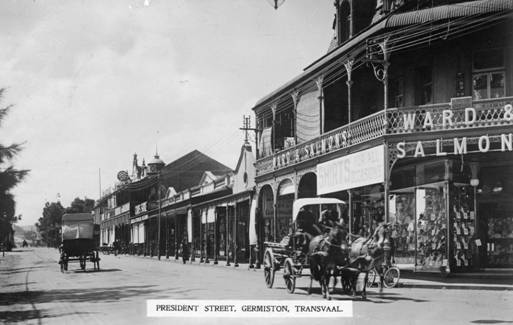
Germiston en 1910

Germiston fut fondée au début de la ruée vers l'or au Transvaal en 1886 à la suite de la découverte de pépites d'or par deux prospecteurs John Jack et August Simmer. Le lieu fut baptisé Germiston en référence au nom de la ferme où John Jack avait grandi près de Glasgow, en Écosse. Tous deux fondent 1889 la Simmer and Jack Proprietary, qui devient dès 1989 la 63e capitalisation de la Bourse de Londres.
La ville minière de Germiston se développa tout au long de l'exploitation des mines d'or du Witwatersrand et devint un nœud ferroviaire important du Transvaal et du pays tout entier. 
En 1903, Germiston devint une municipalité de la colonie britannique du Transvaal et une ville en 1950. 
En 1921, la plus grande raffinerie d'or au monde, la Rand Refinery, fut fondée à Germiston. 
En 1994, à la suite des premières élections multiraciales, les frontières géographiques de Germiston furent modifiées pour former une zone métropolitaine incluant les communes et townships de Bedfordview, Katlehong et Palm Ridge rassemblant plus de un million et demi de résidents. 
En 2000, la municipalité de Germiston fut dissoute et incluse dans la municipalité métropolitaine de Ekurhuleni.

## Démographie

### Population
La population de Germiston est estimé à 255 863 habitants en 2011, soit une hausse de 54.60 % depuis le dernier recensement de 2001 qui tablait la population à 139 719 habitants,. 
| 2001    | 2011    |
| ------- | ------- |
| 139 719 | 255 863 |

### Genre
|        | Quantité | %      |
| ------ | -------- | ------ |
| Hommes | 131 552  | 51,42% |
| Femmes | 124 311  | 48,58% |

### Groupe ethnique
|                      | Quantité | %      |
| -------------------- | -------- | ------ |
| Noirs Africains      | 159 307  | 62,26% |
| Blancs               | 80 034   | 31,28% |
| Indiens / Asiatiques | 7 725    | 3,02%  |
| Coloured             | 6 001    | 2,35%  |
| Autres               | 2 797    | 1,09%  |

### Langue maternelle
|                      | Quantité | %      |
| -------------------- | -------- | ------ |
| Anglais              | 61 308   | 24,29% |
| Afrikaans            | 41 843   | 16,58% |
| Zoulou               | 41 830   | 16,57% |
| Xhosa                | 23 820   | 7,82%  |
| Sotho du Nord        | 19 728   | 7,12%  |
| Sotho du Sud         | 17 961   | 5,83%  |
| Tsonga               | 10 191   | 4,04%  |
| Venda                | 6 554    | 2,60%  |
| Tswana               | 6 219    | 2,46%  |
| Ndébélé du Transvaal | 4 250    | 1,68%  |
| Swati                | 3 225    | 1,28%  |
| Langue des signes    | 780      | 0,31%  |
| Autres               |          |        |
| Autres langues       | 14 704   | 5,83%  |
| Pas de donnée        | 3 449    | -      |

## Tourisme

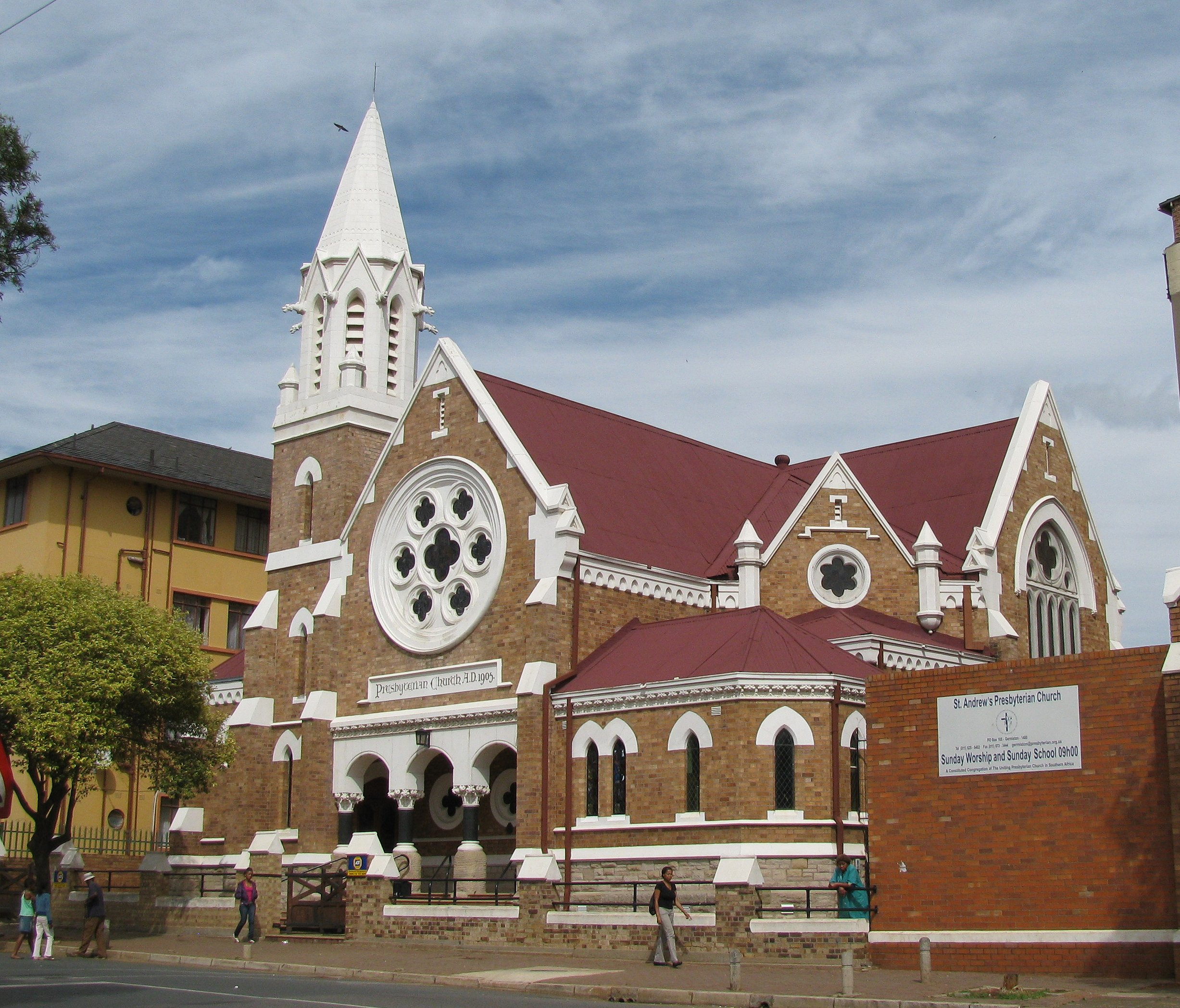
Église St-Andrews d'inspiration néogothique sur F.H. Odendaal Street à Germiston

La ville minière comprend plusieurs édifices et musées intéressants pour les touristes : 
- la station de chemin de fer : comprenant plusieurs exemplaires de locomotives à vapeur
- le vieil hôtel Masonic
- le bâtiment de l'aéroport du Rand
- SAA Museum : le musée de la compagnie aérienne sud-africaine South African Airways
- la mine Simmer et Jack : l'une des plus importantes mines d'or du Witwatersrand.
- les bâtiments de la station électrique Simmerpan Power Station
- les bâtiments et édifices construits par Sir Herbert Baker : l'église presbytérienne St Andrew's, l'église anglicane St Boniface, l'école primaire St Georges Bishop Baven et l'école pour filles St Andrew.
- le sanctuaire aux oiseaux du lac de Germiston

## Infrastructures

### Transports
La ville est reliée à cinq autoroutes majeures et routes nationales qui desservent la municipalité de Johannesbourg. À l'ouest de Germiston, il y a l'autoroute M2 qui rejoint le sud quartier d'affaires de Johannesbourg, ainsi que les routes nationales N3 et N12 Sud. Au sud, il y a les routes nationales N3 et N17, tandis que le nord est desservi par la route nationale N12 et la route provinciale majeure R24.
Germiston est également desservie par des lignes de trains de voyageurs étant donné que c'est une ville industrielle et minière importante. Il y a plusieurs gares et la principale est la Germiston Station. Le réseau ferroviaire Transnet possède un dépôt au nord de la ville.
Il existe aussi un aéroport, le Rand Airport (AITA : QRA), construit à la fin des années 1920. Aujourd'hui, il accueille principalement des avions légers et des écoles de pilotage. Il abrite par ailleurs le musée de la SAA, grande compagnie aérienne sud-africaine.
L'Aéroport international OR Tambo (ex-Jan Smuts) est le grand aéroport international d'Afrique du Sud. Il est situé à quelques kilomètres de Germiston.

### Santé
L'hôpital public Bertha Gxowa est situé à Germiston. Il a une capacité de 300 lits.

## Résidents célèbres
- Sydney Brenner (1927-2019), Prix Nobel de physiologie ou médecine de l'année 2002
- Ernie Els (golfeur professionnel) (1969-),
- Ted Grant (1913-2006), (théoricien et militant marxiste révolutionnaire)
- Doug Serrurier (1920-2006), (pilote automobile)
- Andries du Plessis (1910-1979), (perchiste)

## Odonymie
L'odonymie locale a légèrement évolué à partir de 2021 afin de célébrer les personnalités de la lutte contre l'apartheid.
| Anciens noms de rues   | Nouveaux noms                   | Quartiers               |
| ---------------------- | ------------------------------- | ----------------------- |
| Geldenhuis Interchange | Bavumile Vilakazi Interchange   | Germiston               |
| Atlas Road             | Solomon Jefferson Mahlangu Road | Germiston               |
| Barbara Road           | Lazerus Mawela Road             | Germiston               |
| Edenvale Road          | Lungile Mtshali Road            | Germiston               |
| Gillooly’s Interchange | George Bizos Interchange        | Bedfordview, Germiston  |
| Heidelberg Road        | David Bopape Road               | Elsburg, Germiston      |
| Kliprivier Road        | Sam Ntuli Road                  | Eikenhof, Germiston     |
| Kraft Road             | Ntemi Ncwane Road               | Germiston               |
| R562 Olifantsfontein   | Winnie Madikizela-Mandela Road  | Germiston, Kempton Park |
| Rand Air Port Road     | Fanyana Banda Road              | Germiston               |
| Van Buuren Road        | Thabo Mbeki Road                | Bedfordview, Germiston  |
| Van Riebeeck Road      | Lungile Mtshali Road            | Germiston               |